# Cocculina lissocona
Cocculina lissocona är en snäckart som beskrevs av Dall 1927. Cocculina lissocona ingår i släktet Cocculina och familjen Cocculinidae. Inga underarter finns listade i Catalogue of Life.